# 朱晓初
朱晓初（1934年2月—2017年8月29日），江苏嘉定人，中国人民解放军少将。

## 生平
1950年3月，加入中国人民解放军。1951年4月，加入中国共产党。1963年，任炮兵第九师政治部宣传干事。1964年，任南京军区政治部《人民前线》报社编辑、副科长、科长，1978年，起任南京军区政治部办公室主任、副秘书长、秘书长。1987年3月—1990年6月，担任浙江省军区政治部主任。1988年晋升为少将军衔。1990年6月－1994年3月，担任上海警备区政委。2017年8月29日，在上海逝世，享年83岁。